# Damage and Joy
Damage and Joy je sedmé studiové album skotské alternativní rockové skupiny The Jesus and Mary Chain. Vydáno bylo 24. března 2017 společností Artificial Plastic a spolu se členy kapely (dvě písně) jej produkoval Martin „Youth“ Glover (zbylé písně). Kromě členů kapely se na albu podílely například zpěvačky Isobel Campbell, Sky Ferreira a Linda Fox, která je sestrou dvou členů kapely. Jde o první album kapely po devatenácti letech – poslední desku s názvem Munki vydala v roce 1998.

## Seznam skladeb
1. Amputation – 3:24
2. War on Peace – 4:34
3. All Things Pass – 4:34
4. Always Sad – 2:52
5. Song for a Secret – 3:21
6. The Two of Us – 4:12
7. Los Feliz (Blues and Greens) – 4:54
8. Mood Rider – 4:04
9. Presidici (Et Chapaquiditch) – 3:36
10. Get on Home – 3:31
11. Facing Up to the Facts – 3:05
12. Simian Split – 4:14
13. Black and Blues – 3:23
14. Can't Stop the Rock – 3:19

## Obsazení
The Jesus and Mary Chain
- Jim Reid – zpěv
- William Reid – zpěv, kytara
- Brian Young – bicí

Ostatní hudebníci
- Isobel Campbell – zpěv (5, 6)
- Bernadette Denning – zpěv (4)
- Sky Ferreira – zpěv (13)
- Linda Fox – zpěv (7, 14)
- Phil King – kytara (13)
- Chris Phillips – bicí (8)